# Las Galeras
Las Galeras es un distrito municipal que depende del municipio de Santa Bárbara de Samaná. Se encuentra en la costa oriental de la península, en la Bahía del Rincón que queda entre los cabos Cabrón y Samaná.

## Población
En el Censo de Población y Vivienda de 2002, el último realizado en el país, la población de Las Galeras está incluida en el municipio de Santa Bárbara de Samaná. Hay aproximadamente 6'000 personas viviendo en Las Galeras, con la gran mayoría siendo Dominicanos. Se caracteriza por la presencia de población extranjera: Haitiana, Italiana, Francesa, Estadounidense, Canadiense, Inglesa, Belga, Suiza y algunas otras.

## Datos
El nombre de Las Galeras se debe a que a mediados del siglo XVI fondeaban dos galeras en ese lugar.

## Economía
Las actividades económicas en Las Galeras son las mismas que las de la provincia: turismo, pesca y agricultura.

### Turismo
La región es famosa por sus hermosas playas de palmeras. Hay una playa en el paseo marítimo de Las Galeras en sí llamada Playa Grande, así como una playa de arena blanca llamada La Playita, que es el principal destino de los extranjeros locales, y está a poca distancia del centro del pueblo. Paseos en barco a Playa Rincón, Playa Fronton y Playa Madama están disponibles en la playa principal de Las Galeras Playa Grande, y Madama y Fronton también siendo grandes destinos de senderismo. También hay lugares que no debe perderse, como El Cabito Restaurant / Bar / Treehouse / Hotel que está en un acantilado de cual la gente disfruta saltando en el profundo y cristalino océano. Otro lugar conocido por su hermosa vista es el restaurante Monte Azul.
En los últimos años Las Galeras ha sido un destino popular para mochileros y viajeros en general debido a sus playas remotas, la posibilidad de acampar y senderismo y el hecho de que está literalmente al final de la carretera de la península. La temporada de ballenas jorobadas es la temporada alta con la mayoría de los turistas que visitan desde el mes de enero hasta mediados de abril. La pequeña ciudad de Las Galeras en la península de Samana tiene una variedad de hoteles grandes y pequeños. El más grande siendo Amhsa Marina, que es un "resort todo incluido" y el único en la zona. También hay lugares más pequeños aunque con encanto, como Le BDM Playita, Villa Serena, La Isleta, Plaza Lusitania, Bungalows de Las Galeras, Todo Blanco, El Pequeno Refugio, Chalet Tropical y Monte Azul, con una espectacular vista 360° sobre la bahía de Samaná.
Hay 3 lugares de buceo actualmente en la zona. Las Galeras Divers, The Dive Academy y Scuba Libre.
La mayoría de los restaurantes se encuentran en la carretera principal, incluyendo La Aventure, Denise, Roma y El Pescador siendo los principales.
Aunque Las Galeras no es un destino importante de vida nocturna, hay algunos lugares agradables para visitar. Bares tales como El Pequeno Refugio, La Aventura, La Bodeguita, El Gato Negro y más están siempre activos. Clubes nocturnos también se encuentran... Coco Loco - The Club, Universe Drink, y "Donde-Manuel" son destinos de fin de semana.